# شهرستان یورک (انتاریو)
شهرستان یورک (انگلیسی: York County) یک شهرستان تاریخی در کانادای علیا، غرب کانادا و استان انتاریو کانادا است. یورک کانتری توسط اداره عالی کانادا از سرزمین‌های خریداری تورنتو و دیگران سازماندهی شد.